# Blabia galba
Blabia galba là một loài bọ cánh cứng trong họ Cerambycidae.